# Интернет телевизия
Интернет телевизията (известна още като онлайн телевизия, но да не се бърка с IPTV или с уеб телевизията, която представлява кратки предавания или серии с продължителност от 2 до 9 минути, излизащи на сезони) е телевизионна услуга, разпространявана по интернет. Някои интернет телевизии са наричани още „догонващи“ телевизии, тъй като излъчват дадено предаване в продължение на дни след излъчването му. Едни от най-популярните телевизии са RTÉ Player в Република Ирландия, Hulu и Revision3 в САЩ, ABC iView и Australia Live TV в Австралия, BBC iPlayer, 4oD, ITV Player (също STV Player и UTV Player) в Обединеното кралство, и други.

## Информация
Интернет телевизията позволява на потребителите да избират съответна програма или телевизионно предаване, което искат да гледат, от архив с програми или от програмна директория. Двете форми на гледане на интернет телевизия са стрийминг на съдържанието директно към видео плейър или просто изтегляне на програмата на компютъра на потребителя.

## Достъп
Възможността за достъп до интернет телевизия е силно зависима от поточната скорост. Това ограничава разпространението на услугата в много страни, тъй като в Европейския съюз например едва 25 % от потребителите са имали достъп до високоскоростен интернет през 2010 г.

## Контрол
Контролирането на съдържанието в интернет е предизвикателство за повечето доставчици. За щастие, вече почти всеки потребител може да блокира достъпа до дадена програма на компютъра си чрез метода „родителски контрол“. Това става чрез въвеждане на парола за достъп.

## Финансиране
С изключение на разходите за интернет услуги, повечето онлайн телевизионни канали и сайтове са безплатни. Тези сайтове поддържат тази безплатна телевизионна политика чрез използването на реклами – кратки видео реклами или банери, които се появяват преди стартиране на излъчване на програмата. По този начин интернет телевизията се издържа, създава предпоставки за развитие, а в същото време е леснодостъпна и безплатна за обикновените потребители.

## В България
В България има сайтове, които предлагат безплатен или платен достъп до всякакви програми и предавания – и български и чуждестранни.